# アトゥル (潜水艦)
アトゥル (USS Atule, SS/AGSS-403) は、アメリカ海軍の潜水艦。バラオ級潜水艦の一隻。艦名はアジ科に属するマテアジの学名Atule mateに因んで命名された。

## 艦歴
アトゥルは1943年12月2日にメイン州キタリーのポーツマス海軍造船所で起工した。1944年3月6日にエリザベス・ルィーズ・カウフマン（ジェームズ・L・カウフマン少将の娘）によって命名、進水し、1944年6月21日に艦長ジョン・H・マウラー中佐（アナポリス1935年組）の指揮下就役する。
東海岸沿いに1ヶ月の整調訓練を行った後、アトゥルはコネチカット州ニューロンドンを出航し、太平洋の戦場へ向かった。フロリダ州キーウェストの艦隊音響学校で15日間の訓練を行い、潜水および戦闘能力を向上させたアトゥルは、パナマ運河を通過しジャラオ (USS Jallao, SS-368) と共に真珠湾に向かう。途中戦闘即応のための訓練を行い、真珠湾に到着すると10月まで修理および水雷訓練を行った。

### 第1の哨戒 1944年10月 - 12月
10月9日、アトゥルは最初の哨戒でピンタド (USS Pintado, SS-387) およびジャラオとウルフパック「クラーレイズ・クラッシャーズ Clarey's Crushers」を組んでルソン海峡および南シナ海方面に向かった。西方への巡航の間に訓練を行い、10月11日、アトゥルは2つのレーダー反応を確認する。反応を追跡し、3隻がその反応を囲む様に態勢を整えたが、それらは結局僚艦のプライス (USS Plaice, SS-390) とスレッシャー (USS Thresher, SS-200) であった。一行は10月21日にサイパン島のタナパグ湾に到着し、給油および小修理を行った後翌日早くに出航した。10月25日にウルフパックは最初の戦果を挙げる。ジャラオが軽巡洋艦・多摩を攻撃しこれを撃沈する。多摩はエンガノ岬沖海戦で空襲により大破しており、北方へ向けて後退中であった。一行はレイテ沖海戦で損傷した敵艦の捜索に2日を費やした。その後ウルフパックは哨戒海域をルソン海峡および南シナ海へと移動した。

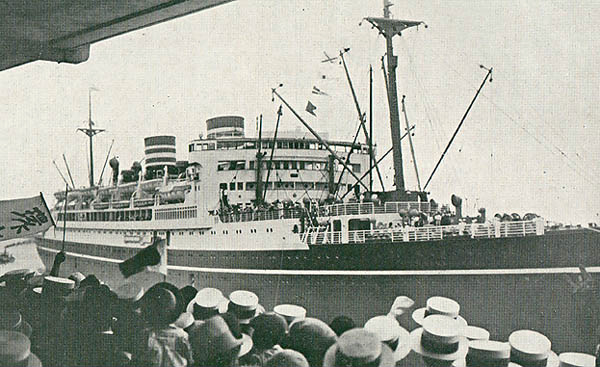
浅間丸（1929年あるいは1931年）

その数日間、アトゥルは何度かの接触を持ったものの会敵には至らなかった。11月1日0時過ぎ、アトゥルはレーダーによって高速で護衛をつけながら航行する目標を探知。アトゥルは激浪とスコールの中船団に接近し、4時35分、アトゥルは北緯20度17分 東経117度38分 / 北緯20.283度 東経117.633度の地点で客船・浅間丸（日本郵船、16,975トン）に対して魚雷を6本発射。魚雷は3、4本命中し、最初に命中した魚雷は物凄い爆発を引き起こした。2本目と3本目は船倉に命中し、浅間丸は急速に沈没していった。護衛艦のうちの1隻がアトゥルの方に向かってきたので急速潜航し、潜没してから9発の爆雷が爆発したものの、アトゥルからは離れた場所での爆発だった。反撃が収まるとアトゥルは浮上し、周辺海面一帯に大きな油膜と多量の残骸があるのを確認した。
アトゥルは引き続き、香港とマニラ間の航路を、時折接触報告を調査したりウルフパック指揮官の指令で特別行動を取りながら哨戒。11月2日、ジャラオが20ノットで航行する5つの目標を探知し、ウルフパックはこの目標に向かっていった。アトゥルはついに目標を捕らえることはできなかったが、ピンタドが接触に成功し、弾薬を搭載してブルネイに向かう日本海軍の空母・隼鷹と、それを援護する軽巡洋艦・木曾、駆逐艦に対して攻撃し、駆逐艦・秋風を撃沈。その時に起こった爆発はアトゥルでも感じられた。その後の10日間は、時折船か航空機を発見したものの、攻撃までには至らなかった。11月13日、ジャラオが敵を発見。アトゥルとピンタドはこれを迎撃できる位置に移動した。8時50分、アトゥルは戦艦の前檣楼と思われるものを発見。10時までには、相手は空母、重巡洋艦、駆逐艦と判断された。アトゥルは巧みに接近し、魚雷の射程内に入ってくるようジグザグ航行をするよう望んでいた。やがて、アトゥルのお望みどおり相手はジグザグ航行をしてきたが、最終的には11時15分に接触を失った。アトゥルは引き続き、磁気探知機を装備した航空機と対峙した。これらの航空機は時折、潜水艦同士の交信を英語や日本語で妨害しつつ対潜爆弾を投下。アトゥルも14発の対潜爆弾を投下されたが被害はなかった。しかし、一連の攻撃でハリバット (USS Halibut, SS-232) が損傷した。やがて日本機のしつこい攻撃から避けるべく、アトゥルは台湾西方海域に移動した。
11月20日深夜、アトゥルはスローで航行する初春型駆逐艦と判断した艦艇を発見し、スコールを利用して接近。やがて、相手の姿が完全なシルエットとして浮かび上がり、アトゥルは魚雷を4本発射。3番目に発射した魚雷が命中し、目標は大爆発を起こした。3分後には沈み始め、その際搭載していた爆雷が爆発し、沈降を早めていった。この初春型駆逐艦と思われた目標は第38号掃海艇だった。11月24日、アトゥルはバタン諸島サブタン島近海で、1隻の輸送船と3隻の護衛艦を発見。アトゥルは浮上し、先回りして船団を待ち伏せた。25日1時15分、アトゥルは北緯20度14分 東経121度50分 / 北緯20.233度 東経121.833度の地点で艦首発射管から6本、艦尾発射管から2本の魚雷を重なった目標に向けて発射。魚雷は元特設潜水母艦・さんとす丸（満珠丸）（大阪商船、7,266トン）と第38号哨戒艇にそれぞれ2本命中。第38号哨戒艇は瞬時に沈没し、さんとす丸も間を置かず沈没していった。アトゥルは他の護衛艦の視界外に一旦離脱し、その後哨戒を再開した。
11月27日、アトゥルはディアデケイ島とイヴモス島の近海でレーダーにより目標を探知。ディアデケイ島の北を回って目標に接近し、輸送船に対し距離1,800メートルで魚雷を4本発射。4本全てが命中し、輸送船は大爆発。その炎は、15マイル離れた場所からでも確認できた。しかし、この戦果は戦後の調査で日本側に該当する記録がなかったため、戦果として認定されなかった。翌28日、アトゥルは哨戒を終了した。アトゥルは最初の哨戒で4隻27,000トンの戦果を挙げた。12月11日、アトゥルは60日間の行動を終えてマジュロに帰投。潜水母艦ブッシュネル (USS Bushnell, AS-15) による整備を受け、12月中はジャラオ、スペードフィッシュ (USS Spadefish, SS-411) 、ポンポン (USS Pompon, SS-267) との6日間に及ぶ訓練などに費やされた。

### 第2の哨戒 1945年1月 - 3月
1945年1月6日、アトゥルは2回目の哨戒でジャラオ、スペードフィッシュ、ポンポンとウルフパック "Underwood's Urchins" を組んで東シナ海および黄海方面に向かった。サイパン島への道中、ウルフパックは潜航訓練、防災訓練、レーダー追尾訓練を行った。サイパン島タナパグ港での潜水母艦フルトン (USS Fulton, AS-11) による整備ののち出航。しかし、ポンポンとジャラオが遅れたため、アトゥルとスペードフィッシュはバング (USS Bang, SS-385) 、デビルフィッシュ (USS Devilfish, SS-292) をウルフパックに加えた。アトゥルは途中、撃墜されたパイロットの捜索を行ったが、位置などの情報が不明で発見できず、捜索は1月17日に終わった。1月20日にポンポンが合流し、翌21日に哨戒海域に到着した。
アトゥルはサンパンと漁船は発見したものの、日本の船団には遭遇しなかった。1月24日午後、アトゥルは商船を発見し、追跡を開始した。しかし、吹雪によって視界を遮られたため、浮上してレーダーを使用し追撃を続けた。やがて目標をとらえ、北緯36度42分 東経123度43分 / 北緯36.700度 東経123.717度の地点で潜航ののち魚雷を4本発射。うち2本が第一大満丸（大阪商船、6,888トン）に命中し、後部が沈んで航行不能となった。アトゥルは浮上して砲撃で第一大満丸を始末しようとした。第一大満丸でも船砲隊がアトゥルを発見し射撃、何発かが命中したかのように見えた。アトゥルは離れたところから魚雷を1本発射したが、これは命中しなかった。アトゥルは日没後にもう1本発射。第一大満丸の中央部に命中し、これが止めとなった。
アトゥルは引き続き、黄海北部で哨戒を行った。しかし、猛吹雪に悩まされたため、4日後に哨戒海域を黄海の南西部に変更した。1月27日、ポンポンが輸送船団との接触を報じ、スペードフィッシュとともに攻撃を行った。アトゥルも発見地点に向かったものの、距離が遠く接触できなかったものの、何回かの爆発は確認した。翌日、アトゥルは前日の攻撃から逃れてきた輸送船を発見し、攻撃しようと長く追跡した。しかし、護衛艦と浅瀬の存在で最終的には攻撃は出来なかった。
その後、アトゥルは機雷の処分という新しい任務が与えられた。残りの哨戒期間でアトゥルは29個の機雷を処分し、そのうちの23個は砲火で始末したものであり、その他は爆発せず沈んでいった。アトゥルは2月22日まで哨戒を行い、サイパン島に寄港してフルトンに横付けして休息をとったのち、2月28日に出航した。3月7日、アトゥルは59日間の行動を終えてミッドウェー島に帰投。潜水母艦ぺリアス (USS Pelias, AS-14) による整備を受け、複数回の演習を終えた。

### 第3の哨戒 1945年4月 - 5月
4月2日、アトゥルは3回目の哨戒で日本近海に向かった。途中、グアム島アプラ港に寄港し、潜水母艦ホランド (USS Holland, AS-3) に横付けしたあと、4月12日に出航。豊後水道方面を中心に、東側をガトー (USS Gato, SS-212) が、西側をアトゥルが担当した。この哨戒は救助配備任務と機雷破壊任務がメインとなったが、5月4日に敵の潜水艦を発見。しかし、アトゥルが攻撃態勢に入る前に逃げられてしまった。5月5日、アトゥルは救難用のB-29と共同で救助作戦を行っていたが、そこに2機の日本機が襲撃してきた。アトゥルは管制塔代わりとして空中戦を指揮し、B-29が2機のうちの1機を落とし、もう1機は逃げる態勢を見せた。アトゥルは潜航して続きを見物していると、逃げた日本機は珍しい落ち方をして海中に突っ込んだ。アトゥルは浮上して、焼け焦げた日本機の残骸を回収した。5月30日、アトゥルは59日間の行動を終えて真珠湾に帰投。3週間にわたって潜水母艦ユーラール (USS Euryale, AS-22) による整備を受けた。

### 第4の哨戒 1945年7月 - 8月
7月3日、アトゥルは4回目の哨戒でアーチャーフィッシュ (USS Archer-fish, SS-311) とともに日本近海に向かった。最初は日本南方で救助配備任務に就き、その後アーチャーフィッシュ、ガトーとともに北東海域に移動した。8月12日、アトゥルは北緯42度16分 東経142度12分 / 北緯42.267度 東経142.200度の浦河沿岸で、釧路に向けて航行中の第6号海防艦と第16号海防艦を発見。付近は浅瀬が多く、また視界もよくなかったものの、アトゥルは2隻を重ねるように照準し魚雷を6本発射。魚雷の命中を受けた第6号海防艦は大爆発を起こし、無数の残骸を撒き散らした。第16号海防艦はレーダースクリーンから姿を消したが、沈没はしなかった。
8月15日、日本は降伏。洋上でそのニュースを受け取ったアトゥルは真珠湾に向けて航行した。8月25日、アトゥルは51日間の行動を終えて真珠湾に帰投した。
アトゥルは第二次世界大戦の戦功で4個の従軍星章を受章した。

### 戦後
8月30日、アトゥルは真珠湾を出航し、パナマ運河を経由してニューロンドンに帰還した。ニューロンドンでアトゥルは第2潜水戦隊に配属され、潜水艦学校および士官学校の訓練任務に従事した。ワシントンD.C.で海軍記念日の式典に参加後、アトゥルはメイン州キタリーのポーツマス海軍造船所に向かいオーバーホールを受ける。作業は1946年2月3日に完了した。
1946年7月4日、アトゥルは「ナヌーク作戦」に参加し、北極圏へ向かった。この作戦の目的は極寒地帯での高度天候観測ステーション建設を支援し、極点における海軍の作戦活動の立案および実行を援助することにあった。ミサイル実験艦ノートン・サウンド (USS Norton Sound, AV-11) 、敷設艦ホワイトウッド (USS Whitewood, AN-63) 、輸送艦アルコナ (USS Alcona, AK-157) 、ベルトラミ (USS Beltrami, AK-162) 、砕氷船ノースウィンド (USCGC Northwind, WAG-282) と共に、アトゥルは物資と乗客を運び、天候観測ステーション建設予定地点の偵察を行い、北極の気象データを収集する予定であった。
アトゥルは1946年7月11日にグリーンランド南方沖でノースウィンドおよびホワイトウッドと合流し、7月20日にバフィン湾のメルヴィル浦で停泊した。その一方でPBY カタリナがテューレ湾および湾へのアプローチを踏査した。PBY にエンジントラブルが生じたため緊急着陸することとなり、アトゥルは PBY を回収するため急行し、同湾に入港する最初の艦となった。その後アトゥルはホワイトウッドと共にケーン海盆での試験および演習を行う。この演習の間にアトゥルはケーン海盆北方の北緯79度11分に達し、当時のアメリカ海軍の記録を打ち立てた。7月29日にアトゥルは予定された計画をすべて完了し、テューレ湾を出航、ハリファックスを経由し8月末にニューロンドンに帰還、通常任務を再開した。
1947年2月27日、アトゥルはオーバーホールおよび不活性化のためペンシルベニア州フィラデルフィアに到着する。9月8日に予備役となり大西洋予備役艦隊ニューロンドングループ入りした。モスボール化の上3年間保管されたアトゥルはポーツマス海軍造船所に曳航され、現役復帰の上 GUPPY IA 改修が行われた。シュノーケルの装着により潜航中のエンジンの使用が可能となり、船体の流線型化は速力の向上につながった。アトゥルは強力な戦力として艦隊に復帰し、1951年3月8日に艦長ベンジャミン・C・バーンサイドジュニア少佐の指揮下再就役した。
ニューロンドンで第8潜水戦隊に配属されたアトゥルはカリブ海で整調巡航を行い、艦隊と共に大西洋およびカリブ海でのNATO軍の艦隊演習に参加した。1952年2月9日、ニューロンドンから地中海に向けて出航しNATOの演習「グランドスラム」に参加する。この配備においてアトゥルはジブラルタル、マルタ、マルセイユを訪問し、3月29日に帰国した。
数ヶ月間の拡張訓練および準備の後、アトゥルは9月15日から10月11日まで演習「 LANTSUBEX I 」に参加した。この演習の間、アトゥルはハリケーン・チャーリーに遭遇し、艦は一時60度以上の傾斜を記録した。荒天下艦橋上から当直士官と兵士が押し流されたが、彼らは安全ベルトを装着していたため無事艦上に上ることができた。
11月19日、アトゥルはオーバーホールのためポーツマス海軍造船所に入渠した。作業完了後1953年4月4日に出航し通常任務を再開する。10月には「 LANTSUBEX II 」に参加したが、荒天下火災が発生し6時間にわたって推進力を失うこととなる。アトゥルは10月27日に修理のためニューロンドンに到着し、維持作業を行った。その後1954年1月後半に活動を再開、ヴァージン諸島のセント・トーマス島に向かい、恒例の演習「スプリングボード作戦 Operation "Springboard"」に参加した。アトゥルは2月後半にセント・トーマス島を出航し帰路に就いた。
アトゥルは5ヶ月間をニューロンドンで過ごし、その後フロリダ州フォートローダーデールを2週間訪れ海軍火器開発試験施設での任務に従事した。ニューロンドンへ帰還すると同海域での活動を継続、1955年2月にフィラデルフィア海軍造船所に入渠し広範囲オーバーホールを行う。作業は8月に完了し、アトゥルはニューロンドンでの通常任務を再開した。1957年7月、地中海へ巡航し10月まで第6艦隊と共に活動した。1958年1月にフィラデルフィア海軍造船所に入渠、7月に出航し新たな母港のフロリダ州キーウェストに向かい、第12潜水戦隊に配属された。
1958年秋にアトゥルは、新たな潜水艦の戦術および装備の開発、評価を新たな活動海域で行い、戦術開発部隊を支援した。また、水上艦および航空機による対潜水艦演習において標的艦の役割を果たした。クリスマス休暇後、アトゥルは1959年4月まで沿岸での活動に費やし、その後大西洋艦隊の演習に参加、続いて沿岸での訓練を再開した。
1960年7月、アトゥルは再び地中海へ巡航し、NATO軍との水上・対潜訓練を10月まで支援、帰国後はチャールストン海軍造船所に入渠し6ヶ月間のオーバーホールを受けた。1961年4月に作業が完了すると、アトゥルは18ヶ月間をキーウェストでの通常任務とグアンタナモ湾での駆逐艦部隊に対する対潜水艦戦術演習支援を交互に行うことで過ごした。
1963年10月、アトゥルはノーフォーク海軍造船所に入渠、オーバーホールを受け作業は1964年2月に完了した。母港のキーウェストに帰還し、7月まで活動した後地中海へ向かい第6艦隊と共に活動する。母港には11月に帰還し、通常任務を再開した。
1965年8月にアトゥルはトリニダードのポートオブスペインを出港、他のアメリカ軍艦艇と共に南米大陸の親善訪問に向かった。この訪問は「ユニタス VI Unitas VI 」作戦として知られ、アメリカ海軍と南米諸国海軍との協力関係を促進するために行われた。アトゥルはベネズエラ、コロンビア、エクアドル、ペルー、チリ各国の海軍艦艇と訓練を行い、パナマ運河を通過後沿岸を南に向かった。10月16日にマゼラン海峡を通過し、南米大陸南端の都市であるチリのプンタ・アレーナスに到着した。その後アトゥルは北に向かい、乗組員は親善使節としてプエルトベルグラノ、マル・デル・プラタ、リオデジャネイロ、サンサルバドルを訪問し、ユニタス VI 艦隊は12月1日にトリニダードで解散した。アトゥルはその後帰路に就き12月6日に母港に到着、1966年まで維持調整を行う。その後も近海での訓練および通常任務に従事し、7月5日にサウスカロライナ州チャールストンに移動、オーバーホールを行う。
作業完了後1967年1月26日に出航、その年は士官学校の訓練生に対する訓練およびグアンタナモ湾の艦隊訓練グループでの訓練と、沿岸での訓練活動に従事した。1968年2月にメキシコ湾およびルイジアナ州ニューオーリンズに向けて出航し、海軍予備役兵の訓練およびマルディグラの式典に参加した。アトゥルはセントピーターズバーグを経由して母港に帰還し作戦活動に従事、10月1日に最後の地中海配備に向かう。4ヶ月に及ぶ第6艦隊との活動後、1969年2月3日に帰国し沿岸での活動を再開する。8月29日にアトゥルはキーウェストを出航、9月15日にフィラデルフィアで予備役となる。10月1日に船体番号は AGSS-403 （実験潜水艦）へ変更となり、アトゥルは1970年4月6日に退役、1973年8月15日に除籍された。アトゥルは1974年7月にペルーへ売却された。

### ペルー海軍にて、パコーチャの終末
ペルー海軍ではパコーチャ (BAP Pacocha, SS-48) の艦名で就役、14年間活動した。
1988年8月26日、パコーチャはカヤオ港外を南の方向に向けて航行していた。18時40分、20分前にカヤオ港から出航してきた三重県の遠洋マグロ漁船第8共和丸（412トン）はパコーチャからの汽笛を聞いた。その直後に赤い光を確認し舵を切ったものの、第8共和丸はパコーチャの左舷艦尾部分と衝突。パコーチャは40メートルほど航行したあと、36メートルの海底に沈没した。部下を救うためハッチを閉めたダニエル・ニエバ・ロドリゲス艦長以下8名が死亡・行方不明となり、生存者のうち22名は即座に脱出。残る23名は艦内に閉じ込められたものの、レスキューベルを使用して20時間後に救出された。アラン・ガルシア大統領は27日夜の会見で第8共和丸の判断ミスを示唆した。その後の裁判で「第8共和丸側に進路回避の義務があった」と第8共和丸側の過失を認め、1989年5月に第8共和丸の船主に執行猶予つきの判決が下された。パコーチャは1989年7月23日に浮上後解体され、スペアパーツとして使用された。